# Paralimnus ulanus
Paralimnus ulanus är en insektsart som beskrevs av Dlabola 1967. Paralimnus ulanus ingår i släktet Paralimnus och familjen dvärgstritar. Inga underarter finns listade i Catalogue of Life.